# Местеканиш (Сучава)
Местеканиш (рум. Mestecăniș) насеље је у Румунији у округу Сучава у општини Јакобени. Oпштина се налази на надморској висини од 947 m.

## Становништво
Према подацима из 2002. године у насељу је живело 303 становника, од којих су сви румунске националности.